# تاولانتی

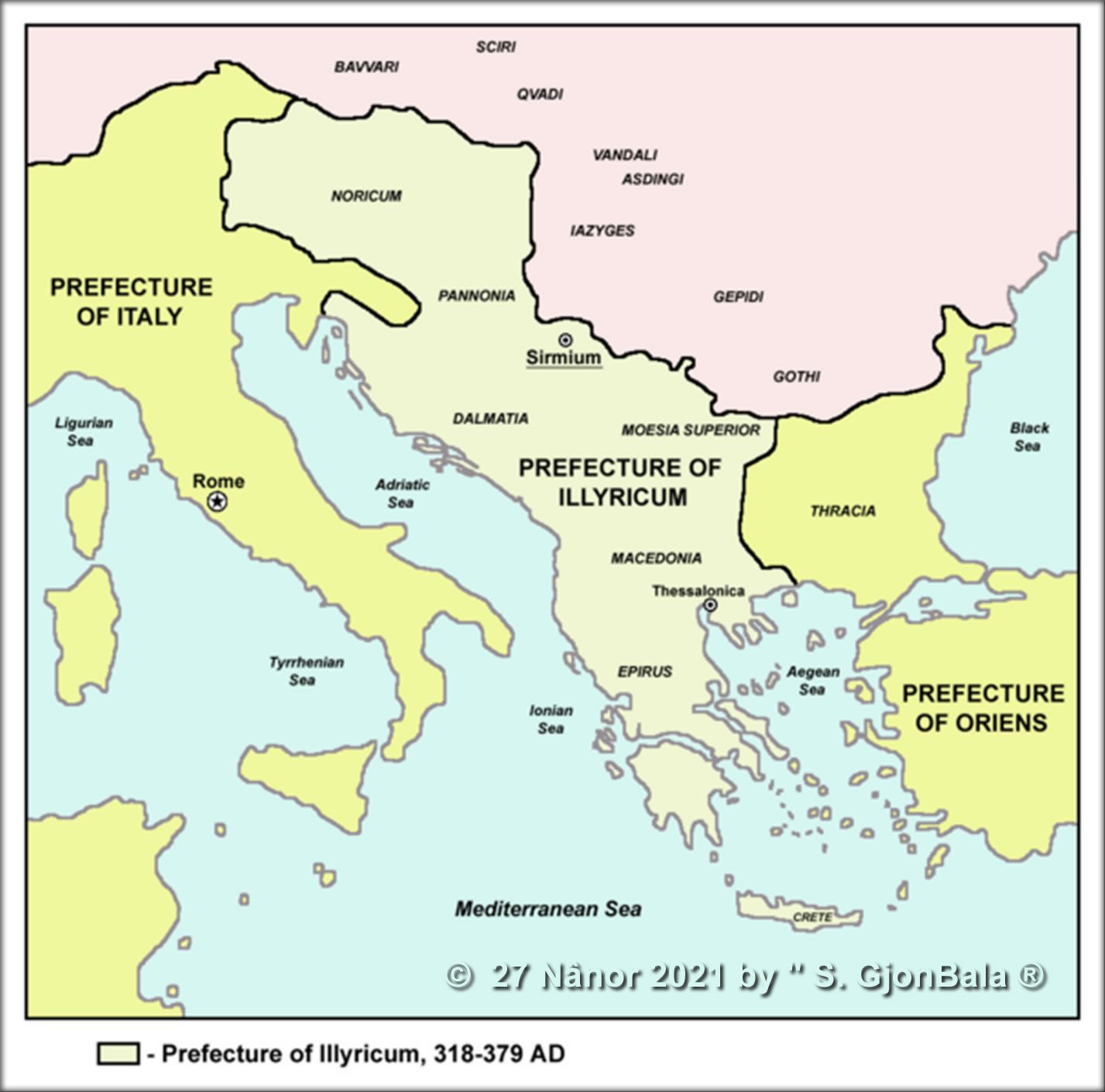
Ethnic territory of the Illyrians and Illyrian tribes (8th-3rd century BC)

تاولانتی (به یونانی: Ταυλάντιοι) نام قبیله‌ای در ایلیریا بود. بنا بر اسطوره‌شناسی یونان، تاولاس (Tαύλας) یکی از شش پسر ایلیریوس بود و نام قبیلهٔ تاولانتی از او گرفته شده‌است. اینان در ساحل دریای آدریاتیک در سرزمین ایلیریا (آلبانیای امروزی)، و در حول و حوش شهر اپیدامنوس (دراج امروزی) می‌زیستند. این قبیله در سدهٔ چهارم و سوم پیش از میلاد، هنگامی که شاه گلاوکیاس بر آنان فرمان می‌راند (۳۳۵ تا ۳۰۲ پیش از میلاد)، نقشی مهم در تاریخ ایلیریا ایفا کردند. قبیلهٔ تاولانتی تحت تأثیر هلنیسم، دوزبانه شده بود.